# 崔儒秀
崔儒秀（1570年—1621年），字士表，别號儆初，河南陝州東陽村（今河南省三門峽市西峽縣）人。明末政治人物。

## 生平
中萬歷二十五年丁酉科举人，再中二十六年（1598年）戊戌科進士，除山东掖县知县，得罪要人，屏居数年，補絳縣知縣，又降調翼城县，曾剿灭大盗。三十七年升刑部山西司主事。萬曆四十一年（1613年），左迁文安县知县，再入为户部云南司主事，歷貴州司郎中，管永平粮儲。丁憂歸。四十八年（1620年）起遷山东開原（今遼東鐵嶺市）兵備僉事。當時開原已經被後金攻下，崔儒秀自費招募八百壯士，慨然赴任。天啟元年（1621年），遼陽被圍，崔儒秀分守衛東城，矢集如雨，士兵潰散，崔儒秀痛哭，戎裝向北敬拜後上吊自殺。朝廷追贈光祿寺卿，再贈大理寺卿，賜建湣忠祠。著有《乾象考》、《兵政三式》、《武經窺豹》、《将畧微言》諸書。
天启元年辛酉（1621）三月二十日死，距生隆慶四年庚午十二月二十七日，得年五十有二。

## 家族
元配张宜人，生六女。一子维四，側室高氏出。